# 허리케인 마이클

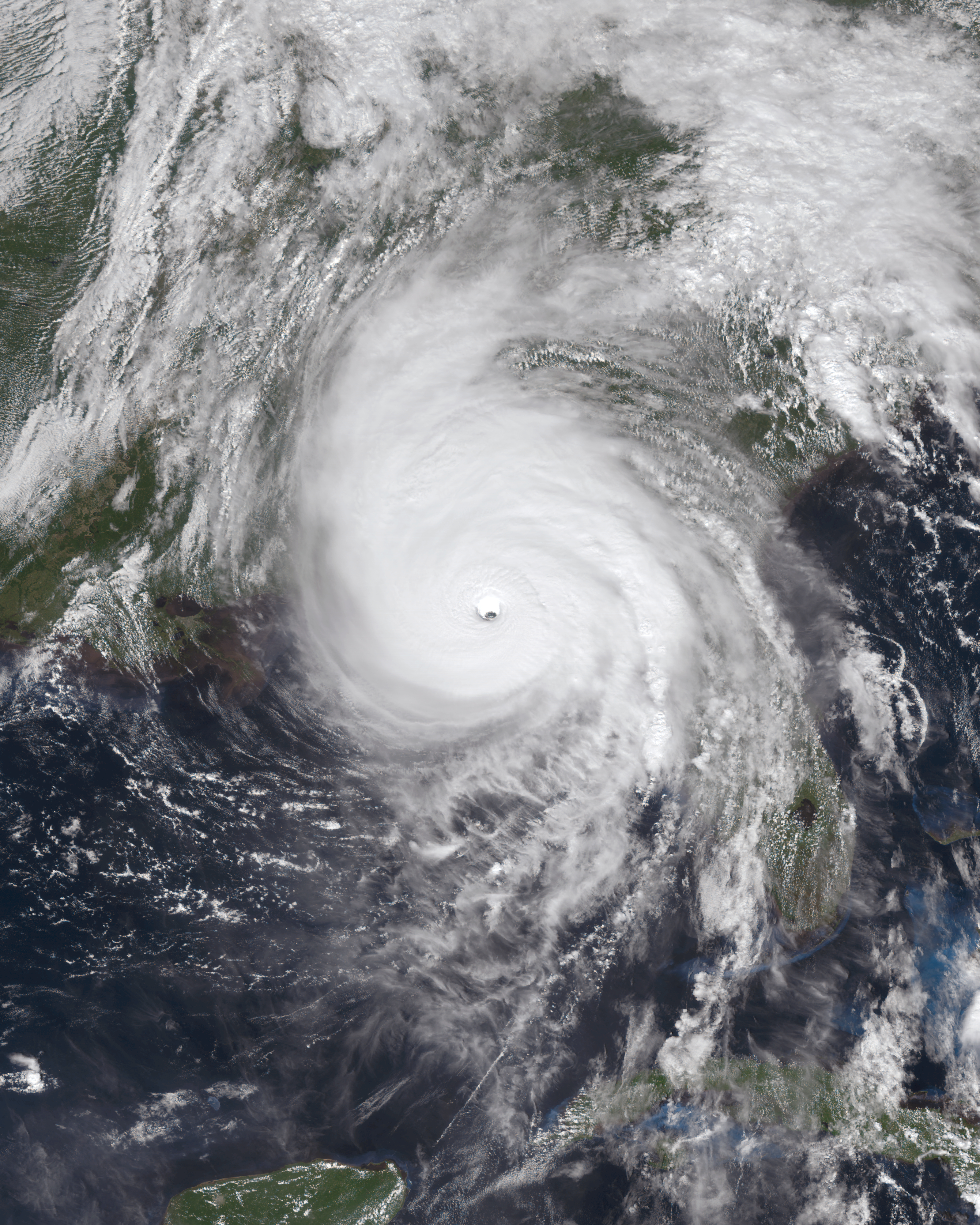

허리케인 마이클(Hurricane Michael)은 강력하고 파괴적인 열대 저기압으로, 1992년 허리케인 앤드루 이후 미국 인접 지역에 상륙한 최초의 카테고리 5 허리케인이었다. 압력 측면에서 미국 인접 지역에 상륙한 세 번째로 강한 대서양 허리케인이었다. , 1935년 노동절 허리케인과 1969년 허리케인 카밀 뒤에 있다. 마이클은 기록상 최초의 카테고리 5 허리케인으로 플로리다 팬핸들에 영향을 미쳤다. 플로리다 팬핸들은 풍속 측면에서 미국 인접 지역에서 네 번째로 강한 상륙 허리케인이자 가장 강력한 허리케인이다. 10월에 미국을 공격할 것이라는 기록이 있다.
2018년 대서양 허리케인 시즌의 13번째 폭풍, 7번째 허리케인, 두 번째 주요 허리케인으로 명명된 마이클은 10월 1일 남서부 카리브해에 형성된 넓은 저기압 지역에서 발생했다. 이 교란은 이후 10월 7일에 열대 저기압이 되었다. 거의 일주일 동안 느린 개발이 이루어졌다. 다음날 마이클은 과나하카비베스 반도 근처에서 북쪽으로 이동하면서 허리케인으로 강화되었다. 허리케인은 멕시코만에서 빠르게 강화되어 10월 9일에 주요 허리케인 상태에 도달했다. 플로리다 팬핸들에 접근하면서 마이클은 멕시코 해변 근처에 상륙하기 직전에 최고 풍속이 260km/h인 카테고리 5 상태에 도달했다. 플로리다는 10월 10일 이 지역에서 카테고리 5 허리케인이자 이번 시즌 가장 강력한 폭풍으로 처음으로 발생했다. 내륙으로 이동하면서 폭풍은 약화되어 체사피크 만을 향해 북동쪽으로 궤적을 취하기 시작했으며, 조지아 상공에서 열대성 폭풍으로 격하되었고, 10월 11일 말 버지니아 남부 상공에서 온대 저기압으로 전환되었다. 이후 마이클은 강력한 아열대 저기압으로 강화되었다. 결국 10월 16일 소멸되기 전에 이베리아 반도에 영향을 미쳤다.
미국에서 59명, 중앙아메리카에서 15명을 포함해 최소 74명이 폭풍으로 사망했다. 마이클은 중앙 아메리카에서 1억 달러의 경제적 손실, 틴달 공군기지에서 약 60억 달러의 교체 비용으로 미국 전투기에 피해를 입히고 보험 청구로 최소 62억 3천만 달러를 포함하여 약 251억 달러(2018 USD)의 피해를 입혔다. 미국에서는 농업 손실만 38억 7천만 달러를 초과했다. 열대성 교란으로서 이 시스템은 동태평양에 대한 두 번째 교란과 함께 중앙 아메리카에 광범위한 홍수를 일으켰다. 쿠바에서는 허리케인의 바람으로 인해 폭풍이 섬의 서쪽으로 이동하면서 20만 명이 넘는 사람들이 전력 공급을 중단했다. 플로리다 팬핸들을 따라 멕시코 비치와 파나마 시티의 도시들은 마이클의 최악의 피해를 입었고 극한의 바람과 폭풍 해일로 인해 치명적인 피해를 입었다. 수많은 집이 무너지고 팬핸들의 넓은 범위에 걸쳐 나무가 쓰러졌다. 센서가 고장나기 전에 틴달 공군기지에서 최대 224km/h의 돌풍이 측정되었다. 마이클이 미국 남동부 지역을 추적하는 동안 강한 바람으로 인해 해당 지역 전체에 대규모 정전이 발생했다.

## 같이 보기
- 허리케인 앤드루
- 허리케인 아이반